# Coppa Italia Dilettanti (Fase Interregionale) 1982-1983
La fase Interregionale della Coppa Italia Dilettanti 1982-1983 è un trofeo di calcio cui partecipano le squadre militanti nel Campionato Interregionale 1982-1983. Questa è la 2ª edizione. Le 3 squadre superstiti si qualificano per i quarti di finale della Coppa Italia Dilettanti 1982-1983 assieme alle 5 della fase Promozione.

## Primo turno
| Squadra 1         | Totale      | Squadra 2                | Andata     | Ritorno    |
| ----------------- | ----------- | ------------------------ | ---------- | ---------- |
| PRIMO TURNO       | PRIMO TURNO | PRIMO TURNO              | 05.09.1982 | 12.09.1982 |
| (FVG) Sacilese    | 2 – 4       | Pievigina (VEN)          | 1 – 2      | 1 – 2      |
| (FVG) Trivignano  | 1 – 1 (gfc) | Manzanese (FVG)          | 0 – 0      | 1 – 1      |
| (VEN) Jesolo      | 4 – 2       | Pro Aviano (FVG)         | 4 – 1      | 0 – 1      |
| (VEN) Opitergina  | 2 – 6       | Monfalcone (FVG)         | 1 – 3      | 1 – 3      |
| (TOS) Cuoiopelli  | 3 – 3 (dtr) | Viareggio (TOS)          | 3 – 0      | 0 – 3      |
| (LAZ) Lodigiani   | 4 – 1       | Orbetello (TOS)          | 1 – 0      | 3 – 1      |
| (BAS) Bernalda    | 4 – 1       | Eraclea Policoro (BAS)   | 2 – 0      | 3 – 1      |
| (PUG) Ginosa      | 4 – 1       | Grottaglie (PUG)         | 1 – 0      | 3 – 1      |
| (PUG) Canosa      | 0 – 6       | Fidelis Andria(PUG)      | 0 – 3      | 0 – 3      |
| (PUG) Toma Maglie | 4 – 1       | Nardò(PUG)               | 4 – 3      | 3 – 1      |
| (PUG) Manfredonia | 4 – 1       | Lucera(PUG)              | 2 – 1      | 3 – 1      |
| (PUG) Bisceglie   | 4 – 1       | Soccer Trani(PUG)        | x – x      | 2 – 2      |
| (PUG) Noicattaro  | 4 – 1       | Fasano(PUG)              | 1 – 0      | 3 – 1      |
| (PUG) Squinzano   | 4 – 1       | Pro Italia Galatina(PUG) | 1 – 0      | 3 – 1      |

## Secondo turno
| Squadra 1                 | Totale        | Squadra 2              | Andata     | Ritorno    |
| ------------------------- | ------------- | ---------------------- | ---------- | ---------- |
| SECONDO TURNO             | SECONDO TURNO | SECONDO TURNO          | 30.09.1982 | 13.10.1982 |
| (LOM) Romanese            | 2 – 3         | Trivignano (FVG)       | 1 – 1      | 1 – 2      |
| (FVG) Monfalcone          | 1 – 5         | Pro Palazzolo (LOM)    | 1 – 1      | 0 – 4      |
| (TOS) Cuoiopelli          | 2 – 1         | Ponsacco (TOS)         | 1 – 1      | 1 – 0      |
| (LAZ) Lodigiani           | 3 – 1         | Rosignano Solvay (TOS) | 3 – 0      | 0 – 1      |
| (BAS) Bernalda            | 4 – 1         | Toma Maglie(PUG)       | 1 – 0      | 3 – 1      |
| (PUG) Noicattaro          | 4 – 1         | Bisceglie(PUG)         | 1 – 0      | 3 – 1      |
| (PUG) Pro Italia Galatina | 4 – 1         | Grottaglie(PUG)        | 1 – 0      | 3 – 1      |
| (CAM) Ariano              | 4 – 1         | Manfredonia(PUG)       | 2 – 1      | 3 – 1      |
| (PUG) Fidelis Andria      | 0 – 6         | Sangiuseppese(CAM)     | 0 – 3      | 0 – 3      |

## Terzo turno
| Squadra 1           | Totale      | Squadra 2        | Andata     | Ritorno    |
| ------------------- | ----------- | ---------------- | ---------- | ---------- |
| TERZO TURNO         | TERZO TURNO | TERZO TURNO      | 04.11.1982 | 17.11.1982 |
| (VEN) Sommacampagna | 5 – 3       | Trivignano (FVG) | 4 – 1      | 1 – 2      |
| (TOS) Cuoiopelli    | 4 – 0       | Cuneo (PIE)      | 4 – 0      | 0 – 0      |
| (LAZ) Lodigiani     | 8 – 2       | Sinnai (SAR)     | 8 – 0      | 0 – 2      |

## Quarto turno
| Squadra 1        | Totale | Squadra 2     | Andata | Ritorno |
| ---------------- | ------ | ------------- | ------ | ------- |
| (TOS) Cuoiopelli | 2 – 1  | Olbia (SAR)   | 1 – 1  | 1 – 0   |
| (LAZ) Lodigiani  | 3 – 1  | Pennese (ABR) | 1 – 0  | 2 – 1   |

## Quinto turno
| Squadra 1        | Totale | Squadra 2       | Andata | Ritorno |
| ---------------- | ------ | --------------- | ------ | ------- |
| (TOS) Cuoiopelli | 3 – 0  | Pievigina (VEN) | 2 – 0  | 1 – 0   |
| (LAZ) Lodigiani  | 2 – 0  | Gladiator (CAM) | 0 – 0  | 2 – 0   |

## Ottavi di finale
| Squadra 1        | Totale      | Squadra 2                | Andata | Ritorno |
| ---------------- | ----------- | ------------------------ | ------ | ------- |
| (TOS) Cuoiopelli | 2 – 2 (gfc) | Porto Sant'Elpidio (MAR) | 1 – 0  | 1 – 2   |
| (LAZ) Lodigiani  | 1 – 1 (gfc) | Entella (LIG)            | 0 – 0  | 1 – 1   |

## Verdetti
Cuoiopelli, Lodigiani e Massese accedono ai quarti di finale della Coppa Italia Dilettanti 1982-1983.